# 塘厦镇
塘厦镇（旧称「塘头厦」），是中国广东省东莞市东南面的一个行政建制镇，是2019年中国千强镇的第17名，总面积128.2平方公里，2019年中国百强乡镇第15名，是珠三角乃至中国经济最发达的乡镇之一。该镇直属东莞地级市，与深圳市龙华区接壤。鎮人民政府駐迎賓大道9號。

## 历史
塘厦旧称「塘头厦」。相传古时在镇中心花园街有个很大的池塘，人们在塘边搭舍而居，因而得名塘头厦。近代开始简称为「塘厦」。
塘厦已有一千多年的历史。塘厦的有记录大事最早可以追溯到唐朝乾符六年（公元878年），黄巢起义攻陷广州，曾派兵占领塘厦。又如南宋祥兴二年（公元1279年），南宋行军都统叶宏被元兵追杀，逃到塘厦大屏障的山林里隐居。后于大屏障脚下（现大坪村）搭舍而居，成为大坪村和田心村的立村始祖。
塘厦镇的邮政编码是523710。

## 语言
本地语言为塘厦话，屬粵語莞寶方言，少量人讲客家话（龙背岭村）。由于收看香港的电视和电台，和临近广州，所以標準粵語通用。由于改革开放，大量外省民工涌入，普通话在外来人口当中通用，但塘厦本地人只有年轻一辈可讲普通话。

## 人口
早在唐朝至德二年（公元757年），塘厦人口约400人。到清朝宣统元年（公元1909年），有3020户，人口10120。
到2005年，户籍人口达38023人，其中男19146人，女18877人。在1978年改革开放之前，塘厦人口基本以户籍人口为主，外来人口几乎没有。改革开放之后，大量劳动密集型工业落户塘厦，致使大量农民从内陆城市涌入塘厦。
至2004年统计，全镇外来人口已达270695人，其中男143772人，女126923人。外来人口大概为户籍（本地人）人口的10倍之多。
截至2021年末，塘廈鎮户籍人口9.77萬人，常住人口63.27萬人。

## 经济
塘厦经济相当发达。中国千强镇的前三，仅次于同市的虎门镇和长安镇。2010年国内生产总值189.2亿元。

## 产业
塘厦镇以电子信息和高端装备制造为核心产业，2021年拥有规上工业企业890家，2023年工业投资及内资协议投资总额居东莞第一。

## 交通
广深铁路在境内设有塘头厦站，赣深客运专线在境内设有东莞南站。

## 教育
塘厦镇为广东省教育强镇，以中小学教育为主，兼有部分成人高等教育的培训点。现有高级中学一所，塘厦中学；初级中学一所，塘厦初级中学；中等技术学校一所，塘厦理工学校；大学一所，广东亚视演艺职业学院（民办大专）。
塘厦中学是东莞县政府于民国三十六年（公元1947年）创立。原校名为“东莞县立塘头厦乡中学”，是东莞县早期六间中学之一,校名是由当时国民革命军十九路军军长、抗日名将蒋光鼐所题。创办初期为一所初级中学，学制三年，学生来自东莞县第三区辖的塘厦、樟木头、清溪、凤岗乡以及现深圳市的平湖、观澜、公明等地。办学经费由东莞明伦堂资助，属公办中学。1958年9月，塘厦中学增办高中，成为一所完全中学。但后于2007年，初中部被划分出来并入塘厦第二中学，成为一所高级中学，而后者更名为塘厦初级中学。
创立初期借用塘厦镇区内基督教堂福音堂作为校舍，后于1948年位于镇区内的校舍（原塘新街校址）奠基后迁入。至2004年，塘厦镇政府投资1.5亿元兴建新校园，2005年8月，校址由塘新街46号搬迁到塘厦镇环市南路13号。
广东亚视演艺职业学院，位于塘厦镇138区湖景路1号，是该镇唯一一所大学。属于民办大专，广东省高考招生层次为“三B”。

## 旅游
- 塘厦公园
- 塘厦观光公园
- 崖山公园
- 大屏障森林公园
- 观澜湖高尔夫球会
- 东深供水纪念园

### 酒店、旅館、賓館
- 三正半山（原名東莞橋頭蓮湖度假村）
- 匯華花園酒店
- 新都會怡景
- 金湖粵海
- 金陽光
- 圓林軒
- 新又一村

## 行政区划
塘廈镇下辖以下地区：
塘厦社区、三局社区、林村社区、莲湖社区、石潭埔社区、横塘社区、莆心湖社区、诸佛岭社区、振兴围社区、四村社区、蛟乙塘社区、大坪社区、田心社区、龙背岭社区、石鼓社区、平山社区、桥陇社区、凤凰岗社区、沙湖社区、石马社区、清湖头社区、塘新社区、大屏障生活区和东深局社区。